# Jadwiga Łuszkowska
Jadwiga Łuszkowska (kolem 1616, Lvov – po 20. květnu 1648, Merecz) byla polská šlechtična a milenka polského krále Vladislava IV. Vasy.

## Životopis
Král Vladislav se s Jadwigou setkal ve Lvově v roce 1634. Některé lvovské záznamy dokazují, že po králově návštěvě se finanční situace Jadwigy a její matky výrazně zlepšila, jelikož splatila svůj dlouholetý dluh 2000 zlotých. Následně odkoupila za 3000 zlotých část domu, ve kterém žily v nájmu. Matka Jadwigy také získala právo kácet stromy v lesích starosty a byla osvobozena od obecních daní. Vše tedy nasvědčovalo tomu, že král Vladislav udržuje s Jadwigou milenecký poměr.
Král přestěhoval svou milenku do varšavského hradu a během následujících let jejich vztah nadále trval. Kolem roku 1635 porodila královi syna, Vladislava Konstantyho Vazu. V roce 1636 doprovázela krále na oficiální návštěvě Gdaňsku.
Situace Jadwigy se zhoršila v roce 1637, kdy se král oženil s Cecílii Renatou Habsburskou. Zpočátku neměl král v plánu Jadwigu vyhnat ze dvora, i když to tradice vyžadovaly. Jadwiga se dokonce účastnila svatebního lovu zvěře a v jednu chvíli se začala velmi hlasitě smát. Její smích upoutal pozornost nové královny Cecílie a dvořané ji uvědomily, o koho se jedná. Co se poté stalo není přesně známo, Cecilie pravděpodobně trvala na vyhnání Jadwigy z dvora. Jadwiga byla provdána za Jana Wypickieho a spolu s ním odešla do Litvy. Na základě toho vznikaly vtipy o tom, že litevští šlechticové si zaslouží jen polské prostitutky.
Odchodem od dvora však vztah neskončil. Král často jezdil na lov v okolí města, ve kterém Jadwiga žila, aby se s ní mohl stýkat. Tradovalo se, že jej očarovala a že se snaží královně Cecílii ublížit. Král Vladislav zemřel při cestě z Vilniusu do Varšavy, když se vracel od své milenky a její osud po jeho smrti není znám.